# Xysticus gallicus
Xysticus gallicus là một loài nhện trong họ Thomisidae.
Loài này thuộc chi Xysticus. Xysticus gallicus được Eugène Simon miêu tả năm 1875.